# 국립예술자료원
국립예술자료원은 연극, 음악, 무용, 미술, 전통예술 등 예술 분야에 대한 기록 및 정보자료를 체계적으로 수집․보존하여 예술기록유산에 대한 보존 체계 선진화를 위하여 2010년 3월 23일 설립된 문화체육관광부 소관의 재단법인이다. 사무실은 서울특별시 서초구 서초동 700 예술의전당 내에 있다.

## 주요 사업
- 예술 자료 수집․보존 및 대국민 서비스
- 예술자료의 지식정보화
- 예술자료에 관한 연구 및 조사, 통계
- 예술자료 소장기구 간 정보 공유를 위한 네트워크 구축 및 운영
- 예술자료의 저작권 관리 및 대응
- 예술자료의 수집과 활용에 관련된 교육 및 인력 양성
- 북한 및 해외동포 예술자료 수집․보존 등

## 같이 보기
- 문화체육관광부